# 芬兰广场
芬兰广场（法語：Place de Finlande）是法国巴黎第七区的一个广场。
芬兰广场位于塞纳河左岸，荣军院桥的南首，奥赛滨河路等道路在此交汇。
芬兰广场得名于北欧国家芬兰，命名于1962年。
48°52′N 2°19′E / 48.86°N 2.31°E